# Sonic the Hedgehog (IDW Publishing)
Sonic the Hedgehog, noto anche con il titolo IDW Sonic the Hedgehog, è una serie di fumetti basata sul franchise giapponese di SEGA. La sua pubblicazione è iniziata il 4 aprile 2018 da IDW Publishing.
Questa è la terza serie di fumetti basata sull'omonimo franchise videoludico prodotta su licenza, dopo Sonic the Hedgehog (della Archie, non canonica) e Sonic the Comic (della Fleetway). È anche la prima serie a fumetti del franchise a essere pubblicata nel proprio paese d'origine, in Giappone, seppur con modifiche leggere o pesanti per adattarsi al mercato nipponico.
In Italia è edita da Tunué dal 2 aprile 2024, la quale traduce i volumi ristampati in formato graphic novel.

## Sviluppo
Il 21 luglio 2017, IDW Publishing ha annunciato un accordo con Sega per produrre una nuova serie di fumetti basata su Sonic dopo la cancellazione della precedente edita da Archie Comics. La nuova serie è iniziata con un evento di quattro settimane in cui i primi quattro numeri sono stati pubblicati settimanalmente ad aprile 2018, per poi diventare mensile a partire da maggio 2018; questi hanno venduto più di sessantamila copie, battendo gli incassi del primo numero di Sonic Boom della Archie. Lo scrittore Ian Flynn è stato confermato come sceneggiatore principale insieme all'artista Tyson Hesse.
Durante il New York Comic Con 2017, Ian Flynn ha confermato che nella serie sarebbero comparsi personaggi vecchi e nuovi: ciò suggerisce che nella serie potrebbero tornare i personaggi dei giochi e dei fumetti originali. Tuttavia, il 28 dicembre 2017, Flynn ha rivelato che i personaggi da lui creati per la Archie Comics non saranno presenti nei fumetti IDW.
L'11 gennaio 2018 IDW ha lanciato un gruppo Facebook intitolato "IDW Sonic Comic Squad!", dove rilascia tutte le ultime notizie sui fumetti. Un paio di giorni dopo IDW ha rivelato che Tracy Yardley, il disegnatore più prolifico dei fumetti Archie, avrebbe fatto parte nello staff della IDW con il medesimo incarico.
A novembre 2018 è stata annunciata una nuova app per Nintendo Switch chiamata Inkypen, che permette di leggere varie testate tramite un abbonamento mensile di €7,99 e tra i fumetti caricati vi è anche IDW Sonic. È stata pubblicata il 17 dicembre e da gennaio 2019 sarà tradotta in tutte le lingue.

### Impostazione
Il 18 novembre 2022 è stato confermato che i fumetti sono canonici ai videogiochi. Il primo arco intitolato Fallout si colloca subito dopo gli eventi di Sonic Forces, che era, ad inizio pubblicazione, il titolo principale più recente. Gli elementi e i personaggi introdotti nei fumetti Archie da Ian Flynn non sono presenti. È invece probabile che quelli comparsi prima del riavvio della precedente serie ci saranno: a tal proposito su change.org è stata lanciata una petizione il cui scopo è far sì che i Freedom Fighters ritornino, ma alcuni di quelli originali sono ispirati ad alcuni tra i più ricorrenti creati dagli altri autori.
Lo scrittore Ian Flynn ha dichiarato infatti che per ora non ha pianificato niente per i Freedom Fighters e spetta a SEGA concederne la presenza. SEGA ha stabilito che Infinite (l'antagonista di Sonic Forces) è fuori limite, e anche personaggi come Chaos o Tikal, essendo ufficialmente defunti. Inoltre, dal momento che la stessa SEGA ha eliminato la linea temporale parallela ambientata nel passato (nella quale sarebbero accaduti gli eventi di Sonic Mania) e si è ritornati ad una sola, i personaggi dell'era "classica" come Ray, Mighty, Fang e gli Hard Boiled Heavies possono comparire solo nelle storie ambientate nel passato.

## Trama
Circa un mese dopo il termine di Sonic Forces, il Dottor Eggman è riapparso ed è diventato buono a causa di un'amnesia, facendosi chiamare "Signor Tuttofare". Di lì a poco Sonic scopre che ora i Badnik sono comandati da Neo Metal Sonic, intento a conquistare il mondo per il suo creatore. Mentre Sonic, assieme a vecchi e nuovi amici sconifigge Neo Metal Sonic su Angel Island, il Dottor Starline, un ammiratore di Eggman, rapisce il Sig. Tuttofare e gli ripristina la memoria quando ritorna Metal Sonic sconfitto dai protagonisti.
Mentre Tangle aiuta Whisper a catturare il suo ex-compagno di squadra Mimic, diventato criminale, Eggman scatena un nuovo piano con il Metal Virus, un batterio che trasforma la materia organica in robot senza mente soprannominati "Zombot", ma la situazione sfugge di mano. Starline recluta i Sei Nefasti sperando che controllino gli Zombot, ma lo tradiscono. A seguito di ciò Eggman licenzia Starline e si schiera con i protagonisti per disinfettare il mondo.
In seguito, Sonic e gli altri decidono di riparare E-123 Omega, distrutto durante la pandemia. Sonic e Tails investigano una base di Eggman per trovare i progetti, mentre Rouge, Amy, Cream e Cheese partecipano a una gara di Chao per ottenere componenti; i primi due scoprono Belle, una Badnik creata dal Sig. Tuttofare, mentre le ragazze contrastano il boss criminale Clutch. Intanto, Starline, intento a riconquistare il rispetto di Eggman dimostrando la sua superiorità, avvia un nuovo piano alleandosi con Zavok e altri cattivi per pedinare gli amici di Sonic. Zavok si riunisce ai Sei Nefasti e attaccano la base della Restaurazione, ma vengono sconfitti e banditi sull'Esamondo Perduto.
Con i bio-dati raccolti, Starline crea Surge e Kitsunami, due cyborg che devono rimpiazzare Sonic e Tails e terminare lo status quo between tra loro ed Eggman. Non appena Surge e Kit scoprono di essere stati totalmente condizionati alla mente da Starline e non riescono a trovare tracce del loro passato, i due giurano di distruggere tutti i buoni e cattivi. Starline, ovviamente, entra in azione per terminare il suo piano conquistando Eggperial City (la nuova capitale dell'Impero Eggman, che si sta espandendo fino a coprire tutto il mondo) e vi attira Sonic, Tails e Belle. Tuttavia, Eggman sconfigge Starline e lo lascia morire, mentre Kit scappa con Surge in spalla, gravemente ferita. Anche Eggman viene sconfitto ed Eggperial City viene distrutta dalla Restaurazione.
Clutch, intento a ricostruire il suo impero criminale, ingaggia Mimic, Rough e Tumble, oltre a Surge e Kit, affinché si infiltrino nella Restaurazione e possa guadagnare. A tal proposito, Clutch sponsorizza una gara di Extreme Gear e fa sabotare le tavole di Sonic, Tails e Amy affinché vengano squalificati, ma il trio si insospettisce ed Eggman li aiuta affinché possa scoprire chi lo sta prendendo in giro usando la sua tecnologia. Sonic si infiltra nella gara nei panni del Phantom Rider per distrarre, cosicché Tails e Amy possano risolvere il mistero. In seguito, una serie di errori, come la tentazione di Surge di diventare una vera eroina, smascherano i piani di Clutch e questi mette in pericolo Central City per scappare, ma fallisce con gli sforzi combinati di Sonic, Surge e Eggman. Con l'aiuto dei Babylon Rogues, gli eroi sacrificano il qg della Restaurazione per salvare la città, mentre Surge e Kit si nascondono, Eggman cattura Clutch e Mimic, anch'egli nascosto, affronta Whisper un'ultima volta, finendo per suicidarsi nel tentativo di eliminare la sua nemica.

## Altre pubblicazioni
A seconda del numero di parti di cui è composto un arco, gli albi vengono ristampati in volumi formato graphic novel il cui titolo proviene da quello prominente. A oggi sono sedici.
A partire dal 2019 viene pubblicato un annuale contenente diverse strisce inedite. Sempre nel 2019, è iniziata la pubblicazione di miniserie lunghe quattro albi ciascuna che vengono pubblicate annualmente e in seguito ristampate in un unico graphic novel, con la funzione di spin-off e tie-in.
| Titolo originale (Traduzione letterale)                                                       | Autore | Disegni                                                                                              | Data                      |
| --------------------------------------------------------------------------------------------- | --- | --- | ------------------------- |
|                                                                                               | | |                           |
| Miniserie                                                                                     | | |                           |
|                                                                                               | | |                           |
| Tangle & Whisper                                                                              | Ian Flynn | Evan Stanley                                                                                         | luglio-dicembre 2019      |
| Tangle & Whisper                                                                              | Questa miniserie ha luogo durante la saga del virus metallico e vede Whisper dare la caccia a Sonic, il quale ha iniziato inspiegabilmente a fare il vandalo. A Spiral Hill Village Tangle cerca di fermare Whisper ma questa spiega che quel soggetto è in realtà un mercenario chiamato Mimic, il quale, insegue Whisper da tempo per ucciderla. Tangle e Whisper cercano allora di catturare Mimic in una base di Eggman ma il mercenario (che si scopre essere un polpo mimetico in grado di assumere l'aspetto di chiunque guardi in faccia) riesce a fuggire, credendo di averle uccise entrambe. Scampato il pericolo, Whisper racconta a Tangle il suo passato: la lupa faceva parte, assieme a Mimic e altri tre amici, di una squadra anti-Eggman chiamata Diamond Cutters, ma il perfido scienziato corruppe Mimic facendogli uccidere l'intera squadra a tradimento per mano di un'orda di Androidi Shadow. Da allora, i due si inseguono per prevalere l'uno sull'altra. Così le due amiche ingaggiano la rivincita contro Mimic, riuscendo infine a catturarlo; anche se Whisper voleva finire Mimic, Tangle la convince a non farlo per non diventare come lui. Alla fine, Tails trasporta Mimic in carcere e le due amiche consolidano il loro legame. | |                           |
| Bad Guys (Cattivi ragazzi)                                                                    | Ian Flynn | Jack Lawrence, Aaron Hammerstrom                                                                     | ottobre-dicembre 2020     |
| Bad Guys (Cattivi ragazzi)                                                                    | In seguito alla fine del cataclisma del virus metallico, il Dr. Starline è determinato a vendicare il licenziamento mettendo i bastoni tra le ruote a Eggman. Così, fingendosi un'aspirante guardia carceraria, si reca al Penitenziario Everhold e convince Zavok, Mimic, Rough e Tumble a unirsi a lui per vendicare lo sfruttamento subìto da Eggman, facendoli evadere. I cinque si recano quindi ad una base dello scienziato che devastano e cercano di depistare le prove facendo credere a Eggman che i responsabili siano Sonic, Tails e Knuckles. Sbirciando nell'Eggnet, Starline cancella i file su Mimic e studia come avesse fatto a massacrare la sua vecchia squadra per evitare che Eggman scopra i veri colpevoli. Essendo inoltre privo del Topazio Spettrale, crea il Trinucleo, un dispositivo che gli dà le abilità del Team Sonic (velocità, volo e potenza). Zavok, Mimic, Rough e Tumble scoprono che il Dr. Starline li aveva liberati solo perché si sarebbe servito del loro aiuto finché ne avesse avuto bisogno e pianificano quindi di eliminarlo. Lo scienziato riesce tuttavia a fuggire in tempo dato che i nuclei singoli forniti agli altri devono sempre ricaricarsi. Eggman arriva alla base con un'intera squadriglia e rade al suolo la sua stessa base informatica per cacciare i quattro. Mimic sparisce, Rough e Tumble si allontanano per conto proprio con i loro nuovi poteri e Zavok usa un Badnik per trovare un riparo lontano da Eggman. Il dr. Starline ha intanto conquistato la base Sigma di Eggman e pianifica il prosieguo della sua vendetta. | |                           |
| Imposter Syndrome (Sindrome dell'Impostore)                                                   | Ian Flynn | Aaron Hammerstrom, Mauro Fonseca e Thomas Rothlisberger                                              | novembre 2021-maggio 2022 |
| Imposter Syndrome (Sindrome dell'Impostore)                                                   | Questa miniserie è stata pubblicata bimestralmente in contemporanea alla serie principale fino al numero 50. Dopo la miniserie precedente e gli studi su Belle nella serie principale, il dottor Starline prosegue l'"Operazione: Remaster" nell'Egg Base Sigma con l'aiuto di due nuovi sgherri: Surge the Tenrec e Kitsunami "Kit" the Fennec, rispettivamente una tenrecide e un fennec con gli stessi poteri di Sonic e Tails. Dopo averli addestrati, i tre incendiano il bosco vicino al campeggio delle ragazze e mettono sottosopra Central City senza essere scoperti. Lo scienziato è però preoccupato che Tails possa scoprire ciò che ha fatto ai suoi due sgherri e tornati alla base scoprono a malincuore che l'incendio non ha provocato vittime. Surge e Kit iniziano a chiedersi quale sia il senso e lo scopo delle loro azioni e Starline li addormenta per confondergli la memoria al risveglio. Il giorno dopo invadono la Base Alfa; Surge e Kit affrontano un Super Badnik mentre Starline riprogramma la base affinché i Badnik lo servano. Dopo la conquista, Surge e Kit hanno un altro sbalzo emotivo e scoprono la scioccante verità: sono stati catturati, ipnotizzati e trasformati in cyborg dallo stesso Starline per servirlo affinché completasse il suo piano per rimpiazzare Eggman. Lo scienziato ornitorinco li coglie di sorpresa ma pur non riuscendo ad addormentare e far perdere la memoria ai due, questi accettano comunque di aiutarlo. Così, quella stessa sera invadono Eggperial City per assumere il controllo di tutte le creazioni di Eggman e ottenere la vittoria finale. Surge e Kit si imbattono in Metal Sonic e lo neutralizzano, mentre Starline attiva il programma di controllo sui Badnik (compresi Orbot, Cubot e la Motobug amica dei protagonisti) mostrandosi al rivale che fa in tempo a fuggire. L'attivazione del programma attira l'attenzione di Sonic, Tails e Belle, i quali, seguono la loro "Motobud" e si dirigono a Eggperial City per lo scontro finale. | |                           |
| Scrapnik Island (L'isola degli Scrapnik)                                                      | Daniel Barnes | Jack Lawrence                                                                                        | ottobre 2022-gennaio 2023 |
| Scrapnik Island (L'isola degli Scrapnik)                                                      | Ambientata tra i numeri 56 e 57, questa miniserie vede Sonic e Tails attraversare l'oceano sul Tornado, in mezzo a una tempesta anomala; notando i rottami di un Death Egg, Tails cerca di atterrarci sopra ma un fulmine gli fa perdere il controllo del biplano e precipitano. Sonic si risveglia da solo in una stanza piena di Badnik e scopre di avere una caviglia slogata. Mentre cerca di ritrovare Tails e scappare viene inseguito da Mecha Sonic Mark II finché non viene trovato da Tails e E-117 Sigma; quest'ultimo presenta ai due protagonisti "Scrapnik Island", un'isola di rottami composta anche dal relitto di un Death Egg abitata da pacifici Badnik semidistrutti. Questi annunciano ai due di poter restare finché non avranno sistemato il Tornado. Mentre Sigma li aiuta a cercare componenti, Mecha Sonic attacca Sonic ma mentre Mecha Knuckles stende accidentalmente Sigma, Mecha Sonic cattura il riccio e si prepara ad assorbire la sua personalità; Sigma spiega infatti che non era riuscito a rimuovere completamente la programmazione originale di Mecha Sonic. Tails, Sigma, Mecha Knuckles e gli Scrapnik allora cercano di fermare Mecha Sonic venendo però respinti, ma Tails ritrova la stanza con il suo Miles Electric e impediscono per un soffio al nemico di scambiare la sua personalità con quella di Sonic, complice un blackout. Il riccio sfida Mecha Sonic e, sferrandogli un colpo, fa tornare al robot un ricordo in cui viene ben voluto dagli Scrapnik per poi finire nella fornace del Death Egg. Nonostante Mecha Sonic sia così amareggiato dal suo comportamento e intento a lasciarsi fondere, viene recuperato ed è finalmente libero dal programma originale di Eggman, mentre Sonic e Tails lasciano l'isola. | |                           |
| Fang the Hunter                                                                               | Ian Flynn | Mauro Fonseca                                                                                        | gennaio-aprile 2024       |
| Fang the Hunter                                                                               | In seguito al torneo di Sonic the Fighters, Fang ha sentito parlare di un ottavo Chaos Emerald da una fonte non specificata. Così parte assieme a Bean e Bark, con i quali si reca ad Angel Island; Bean e Bark vengono catturati da Knuckles, ma Fang li libera e spiega la situazione all'echidna, convinto che la gemma in questione sia il Master Emerald. La banda lascia l'isola e arriva a Newtrogic High Zone (Knuckles' Chaotix); mentre Fang cerca di smanettare un computer, si accorge all'ultimo (nonostante gli avvertimenti dei compagni) che la stanza e l'intera isola si stanno inabissando ma non può ripartire per la batteria scarica. Tuttavia la banda viene salvata e catturata da Eggman, il quale incarica i tre di trovare una sua nave da guerra volante scomparsa. Una volta trovata, i tre scoprono che è comandata dai rivoltosi Hard Boiled Heavies, i quali possono teletrasportarla ovunque con il Topazio Spettrale, quindi l'ottavo smeraldo si rivela una bufala. La banda di Fang affronta i cinque Eggrobo e rubano la gemma, mentre Sonic e Tails, che stavano indagando sui misteriosi avvistamenti della nave, la ammarano, costringendo gli automi a tornare alla base di Eggman. Fang è entusiasta dell'avventura, ma Bean e Bark lo abbandonano per i minimi riguardi e i rischi corsi. Di lì a poco Eggman contatta Fang e, una volta aggiornato, assume il cacciatore per una battuta esplorativa su un arcipelago inesplorato, dando il via agli eventi di Sonic Superstars. | |                           |
|                                                                                               | | |                           |
| Annuali                                                                                       | | |                           |
|                                                                                               | | |                           |
| Annual 2019 (Annuale 2019)                                                                    | Ian Flynn, Caleb Goellner, Evan Stanley, Gigi Dutreix, Cavan Scott, James Kochalka | Jennifer Hernandez, Jack Lawrence, Evan Stanley, Diana Skelly, Jonathan Gray                         | 1 maggio 2019             |
| Annual 2019 (Annuale 2019)                                                                    | 1. Bonds of Friendship (Legami di amicizia): Whisper si reca a Spiral Hill Village in visita di Tangle, che la accoglie nel museo di minerali gestito dalla sua migliore amica Jewel, uno scarabeo. Le due spiegano a Whisper di essere cresciute insieme e aver collezionato tutti i minerali esposti nel museo quando improvvisamente fanno irruzione i Babylon Rogues (Jet, Wave e Storm) che ripuliscono l'intero museo ma Storm rapisce anche Jewel scambiandola per un gioiello. Accortisi dell'errore sulla loro navicella, i tre razziatori vengono sorpresi da Tangle e Whisper; Storm restituisce Jewel lanciandola fuori ma Whisper la salva per un soffio e Tangle ha intanto recuperato di nascosto i sacchi della refurtiva. 2. Jet Set Tornado: Sonic sta pilotando il Tornado per la prima volta dopo parecchio tempo per collaudare le modifiche apportate da Tails, quando i due vengono improvvisamente sorpassati da un Balkiry dotato di tecnologia stealth; Sonic accende i nuovi razzi non ancora messi a punto e distrugge il Badnik, venendo costretti a volare finché i razzi non rimarranno a secco. 3. Victory Garden (Giardino della Vittoria): Blaze va a trovare Silver nel futuro, scoprendo che si è dato al giardinaggio ma fallisce di volta in volta. Nonostante la gatta viola sappia solo le basi del mestiere si offre di aiutare l'amico usando i suoi poteri piro-cinetici per scavare una buca dove il terreno sia più fertile e i due riescono finalmente a far fiorire i semi. 4. Curse of the Pyramid (La maledizione della piramide): Rough e Tumble trovano la piramide perduta del dottor Eggman in cerca di un tesoro scoprendo di essere pedinati da Rouge. I tre entrano quindi nella piramide ma vengono aggrediti da un Egg-Golem; le due puzzole riescono a distruggere il golem ma scappano terrorizzati dalla "maledizione della piramide" che minaccia di mummificarli come accaduto a Rouge. Questa si toglie le bende e si scopre aver aiutato i rifugiati che abitano nella piramide a cacciare i due, mentre il golem veniva usato dagli stessi per spaventare gli intrusi; per sdebitarsi, i rifugiati concedono a Rouge di prendere il tesoro a patto che non spifferi niente a nessuno. 5. Sonic Fan Club: un gruppo di fan di Sonic si incontra per la prima volta in un bosco e per stabilire che debba essere il presidente organizzano una corsa. Nel bel mezzo della gara tutti i ragazzini vengono attaccati da un Egg Pawn e tutti si mettono a combattere il robot; durante lo scontro arriva Tangle a rinforzo e il Badnik viene distrutto ma l'azione viene attribuita al vero Sonic. | |                           |
| Annual 2020 (Annuale 2020)                                                                    | Ian Flynn, Caleb Goellner, Evan Stanley, Sarah Graley, Sam King, Gigi Dutreix | Jonathan Gray, Evan Stanley, Jamal Peppers, Abigail Bulmer                                           | 8 luglio 2020             |
| Annual 2020 (Annuale 2020)                                                                    | 1. Big's Big Adventure (La grande avventura di Big) 2. Darkest Hour (L'ora più cupa) 3. Reflections (Riflessioni) 4. Eggman's Day Off (Il giorno libero di Eggman) 5. Flock Together (Insieme nel gregge) 6. The Catalyst (Il Catalizzatore) | |                           |
| Annual 2022 (Annuale 2022)                                                                    | Ian Flynn, Daniel Barness, India Swift, Evan Stanley, Gigi Dutreix, Ian Mutchler, Aaron Hammerston | Adam Bryce Thomas, Thomas Rothlisberger, Abby Bulmer, Evan Stanley, Natalie Haines, Aaron Hammerston | 17 agosto 2022            |
| Annual 2022 (Annuale 2022)                                                                    | 1. Guardians (Guardiani) 2. Weapons (Armi) 3. Hero Camp (L'accampamento degli eroi) 4. Future Growth (Futura Crescita) 5. Another Grand Adventure for Jet the Hawk (Un'altra grande avventura per Jet the Hawk) 6. Rough Patch (Zona Ruvida) | |                           |
|                                                                                               | | |                           |
| One-shot                                                                                      | | |                           |
|                                                                                               | | |                           |
| Sonic the Hedgehog 30th Anniversary Special (Speciale 30º Anniversario di Sonic the Hedgehog) | Ian Flynn, Clint McElroy, Justin McElroy, Travis McElroy, Griffin McElroy, Gale Galligan | Thomas Rothlisberger, Tracy Yardley, Mauro Fonseca                                                   | 23 giugno 2021            |
| Sonic the Hedgehog 30th Anniversary Special (Speciale 30º Anniversario di Sonic the Hedgehog) | 1. Seasons of Chaos (Stagioni del Caos) 2. Sonic Learns to Drive (Sonic impara a guidare) 3. Dr. Eggman's Birthday (Il compleanno del dr. Eggman) | |                           |
| Tails' 30th Anniversary Special (Speciale 30º Anniversario di Tails)                          | Ian Flynn | Aaron Hammerstrom                                                                                    | 16 novembre 2022          |
| Tails' 30th Anniversary Special (Speciale 30º Anniversario di Tails)                          | Flying Off the Rails Sonic e Tails vanno in vacanza sul Tornado a Flicky Island, dove notano la presenza di rotaie. Il volpino capisce che l'isola è stata invasa da Witchcart e i suoi sgherri, che aveva già incrociato. Non appena il riccio nota i tre sgherri intrappolare i Flicky in cristalli li affronta, venendo però colto alla sprovvista e intrappolato dalla stessa Witchcart. Tails inizia ad attraversare l'isola e sconfiggere i tre avversari (in ordine Hocke-Wulf, Bearenger e Carrottia) con l'aiuto dei Flicky e costruendosi dei gadget per combattere Witchcart. Raggiunta quest'ultima, Tails libera Sonic, che gli lascia inseguire la nemica e intrappolare in un suo stesso cristallo. | |                           |
| Amy's 30th Anniversary Special (Speciale 30º Anniversario di Amy)                             | Ian Flynn | Aaron Hammerstrom                                                                                    | 27 settembre 2023         |
| Amy's 30th Anniversary Special (Speciale 30º Anniversario di Amy)                             | Amy sta facendo un picnic con i suoi amici animaletti e racconta loro di come abbia incontrato Sonic grazie al suo mazzo di Carte della Fortuna, con le quali è in grado di praticare la cartomanzia. Non appena ne pesca una per dimostrazione si nasconde in mezzo ai fiori con tutti sfuggendo a Metal Sonic. Credendo si tratti di un piano di Eggman, Amy segue le sue carte in cerca di aiuto con un Flicky, finendo per liberare da singole capsule prima Fang, che racconta di essere stato separato dalla sua banda e intrappolato da Eggman per aver fallito un incarico, poi Ray, separatosi da Mighty e Bark. Questi ultimi due si uniscono a Amy e salpano verso una ricostruita Eggman Island, dove trovano Sonic, Tails, Bean, Mighty e altri animaletti intrappolati in capsule; con un diversivo Amy riesce a intrappolare Metal Sonic in una capsula e non appena Eggman fa ritorno, scopre a malincuore che tutti i suoi prigionieri sono fuggiti e il suo robot approfitta della capsula per nascondersi dalla ramanzina. | |                           |
| Sonic the Hedgehog's 900th Adventure (La 900ª Avventura di Sonic the Hedgehog)                | Ian Flynn, Evan Stanley, Nigel Kitching, Daniel Barnes, Aaron Hammerstrom, Caleb Goellner | Adam Bryce Thomas, Evan Stanley, Mauro Fonseca, Min Ho Kim, Aaron Hammerstrom, Abby Bulmer           | 27 settembre 2023         |
| Sonic the Hedgehog's 900th Adventure (La 900ª Avventura di Sonic the Hedgehog)                | Tails ha appena contato che dall'inizio delle loro avventure (dai videogiochi al presente dei fumetti) hanno vinto 899 missioni; di lì a poco riappare il Topazio Spettrale e Sonic attraversa vari luoghi e venendo aiutato da vecchie conoscenze per riportarlo al suo posto, il sottosuolo di Green Hill, giungendo quindi a 900 salvataggi del mondo. Il numero 900 è riferito a tutti i media cartacei della serie in lingua inglese, comprese le loro ristampe e i fumetti prologo dei videogiochi. | |                           |
| Knuckles' 30th Anniversary Special (Speciale 30º Anniversario di Knuckles)                    | Ian Flynn | Aaron Hammerstrom                                                                                    | 20 novembre 2023          |
| Knuckles' 30th Anniversary Special (Speciale 30º Anniversario di Knuckles)                    | Ambientato dopo Sonic Superstars, l'albo è una parodia della miniserie televisiva di Knuckles uscita nello stesso anno e vede l'Echidna tornare a Bridge Island (una delle Northstar Islands) e incontrare nuovamente Trip; il guerriero echidna scopre che durante la loro missione Trip aveva ordinato alla sua stirpe di nascondersi, è stata vittima di bullismo e suo nonno le ricorda costantemente di tenere addosso la sua armatura, essendo la nuova guardiana dell'arcipelago. Knuckles decide quindi di addestrare Trip seppur con metodi poco ortodossi e nonostante le insicurezze della lucertola, comprende di aver sbagliato e la incoraggia, apprendendo inoltre altri segreti sulla gemma nera che sorveglia. | |                           |

## Personaggi

### Eroi
- Sonic the Hedgehog: il protagonista assoluto della serie, è un riccio blu in grado di spostarsi a velocità supersonica. Ha passato anni a sventare i piani di dominio del mondo del Dr. Eggman. Ha un carattere spigliato e presuntuoso, ma nonostante questo è molto affezionato ai suoi amici e ama prendere in giro i suoi nemici.
- Miles "Tails" Prower: il migliore amico di Sonic, è una volpe gialla a due code che gli permettono di volare facendole girare. È un genio della meccanica e dell'informatica.
- Knuckles the Echidna: un'echidna rosso, guardiano del Master Emerald. Ha un carattere irascibile e non sopporta quando chiunque provi a toccare Angel Island con cattive intenzioni e il Master Emerald.
- Amy Rose: una riccia rosa, vicecomandante della Resistenza e autoproclamatasi fidanzata di Sonic. In battaglia usa il suo Martello Piko-Piko per attaccare e difendersi.
- Tangle the Lemur: una lemure con un carattere identico a Sonic, di cui è amica e ammiratrice. Lo ha conosciuto assieme a Blaze mentre i tre sventavano un attacco di Badnik. La sua migliore amica Jewel the Beetle è la proprietaria del Museo di Minerali di Spiral Hill Village e con il tempo è diventata una dei pochi amici di Whisper. Per combattere usa la sua coda come la mano di un pugile e una fune elastica. Tangle è stato il primo personaggio originale ad essere rivelato al pubblico come anteprima. Insieme a Blaze the Cat, è l'unica dei protagonisti a non aver fatto parte della resistenza. Viene menzionata in Sonic Frontiers e ciò conferma che gli eventi dei fumetti sono canonici al filone videoludico.
- Shadow the Hedgehog: un riccio nero a strisce rosse ed ex-nemico di Sonic. È stato creato sulla Colonia Spaziale ARK almeno cinquant'anni fa dal professor Gerald Robotnik, nonno del Dr. Eggman, tramite il sangue di una specie aliena chiamata Black Arms. Fu ibernato in una capsula dal governo e nascosto su Prison Island, finché Eggman lo scoprì e lo liberò. Anche Shadow ha partecipato alla guerra con la Resistenza.
- Silver the Hedgehog: un riccio grigio alleato di Sonic. Proviene da un futuro distopico e viaggia continuamente nel passato per far rifiorire il suo tempo. È innamorato ricambiato da Blaze the Cat. Ai tempi della resistenza era uno dei generali.
- Rouge the Bat: un pipistrello femmina bianco molto frivola e smorfiosa. Partner di Shadow, ha partecipato alla guerra lavorando come spia. Ama i gioielli e gli oggetti preziosi, soprattutto i Chaos Emerald e il Master Emerald.
- E-123 Omega: un robot della serie E-100 costruito da Eggman, ribellatosi a lui ed entrato a far parte del Team Dark assieme a Shadow e Rouge, del quale è l'artigliere. Nella saga del virus metallico è stato distrutto dagli Zombot e subito dopo usato dal suo creatore come parte del suo enorme mech.
- Vector the Crocodile: il decimo protagonista della serie, capo dell'Agenzia Investigativa Chaotix, è un coccodrillo amante delle indagini e della musica, che ascolta quasi sempre tramite le sue cuffie.
- Espio the Chameleon: un camaleonte fucsia, abile guerriero ninja, spia e hacker. Fa parte dei Chaotix, dei quali è il membro più serio.
- Charmy Bee: un fuco infantile, iperattivo, simpatico e amichevole. Ha sei anni, ama stare con i bambini della sua età, i fiori e le crostate al miele. Fa parte dei Chaotix, dei quali è il più piccolo.
- Whisper the Wolf: soprannominata "Angelo Custode", è una lupa che ha salvato più volte la vita a Silver (di cui sembra essere innamorata) ma non si è mai unita alla Resistenza. In passato faceva parte di una squadra di mercenari anti-Eggman chiamata Diamond Cutters, ma uno di loro, Mimic, li ingannò e li fece morire per mano di un esercito di Androidi Shadow. A causa del suo carattere riservato e introverso assunto in conseguenza a quell'evento, la sua migliore amica più stretta è Tangle e odia a morte il Dr. Eggman. Per combattere usa una Wispon che incorpora cinque alieni e i loro Poteri dei Colori. Rispetto alle normali però, ha la precisione di un fucile da cecchino. Parla poco e sempre bisbigliando e se apre gli occhi è arrabbiata. Il suo aspetto è stato ispirato da un Avatar Lupo di Sonic Forces.
- Blaze the Cat: una gatta viola pirokinetica. Proviene da un mondo parallelo di cui è la principessa, oltre ad essere la custode dei Sol Emerald, una controparte "focosa" dei Chaos Emerald. Se ne assorbe il potere, si trasforma in Burning Blaze. Lei e Silver sono compagni di avventure, provengono dallo stesso futuro (seppur in dimensioni differenti) e sono innamorati. Insieme a Tangle the Lemur è l'unica dei protagonisti a non far parte della resistenza.
- Cream the Rabbit: una piccola e dolce coniglietta color crema, migliore amica di Amy Rose e Blaze the Cat. Abita a Floral Forest Village assieme alla madre Vanilla the Rabbit, i suoi Chao domestici Cheese e Chocola e l'androide Gemerl.
- Gemerl: un potentissimo androide costruito dal Dr. Eggman che in passato ha dato filo da torcere a Sonic e gli altri. Dopo essere stato sconfitto dal riccio, è stato riparato e da allora è l'androide domestico di Cream e Vanilla, oltre ad essere una vera e propria guardia del corpo.
- Belle the Tinkerer: una badnik dalle sembianze di una marionetta di legno costruita dal Dr. Eggman quando aveva perso la memoria, ritrovata da Sonic e Tails in una base abbandonata. Ha un carattere tendenzialmente allegro, tranne quando si prospettano brutte situazioni.
- Mighty the Armadillo e Ray the Flying Squirrel: rispettivamente un forzuto armadillo rosso e un giovane scoiattolo volante giallo, migliori amici reciproci e buoni amici dei protagonisti. Compaiono solo nelle storie ambientate nel passato.

### Antagonisti
- Dr. Ivo "Eggman" Robotnik: è l'antagonista principale della serie, è uno scienziato pazzo e arcinemico di Sonic, è riuscito a conquistare il pianeta trasformandolo in Eggmanland, un parco divertimenti a tema horror. Dopo aver perso la guerra contro la Resistenza, è scomparso, riapparendo in un villaggio di montagna dove venne rinchiuso dai civili è riuscito a evadere solo per rivelare che soffriva un'amnesia e il suo scopo sia riparare oggetti e ricostruire edifici, dimostrandosi un cittadino modello. La sua memoria è poi stata ripristinata dal Dr. Starline e in alcuni casi è costretto ad allearsi con i suoi nemici pur di scampare i pericoli, diventando per alcune volte un antieroe.
- Metal Sonic: è un robot identico a Sonic, nonché suo acerrimo rivale. In passato ha tradito il suo creatore cercando di impossessarsi dell'Eggman Empire ma è stato battuto dal Team Sonic. La sua trasformazione gli permette di assumere l'aspetto di chiunque e di copiare le abilità. Grazie a questo ha conquistato Angel Island.
  - Neo Metal Sonic: è una versione robotica più malvagia di quella precedente. La sua trasformazione gli permette di assumere l'aspetto di chiunque e di copiare le abilità. Grazie a questo ha conquistato Angel Island. Nel numero 9 del fumetto si trasforma in Super Neo Metal Sonic assorbendo il potere del Master Emerald, successivamente nel Padrone Supremo (Master Overlord), una versione più potente e mostruosa del Metal Overlord.
- Orbot & Cubot: sono i due robot lacchè di Eggman. Orbot è sferico e rosso, mentre Cubot è cubico e giallo. Obbediscono solo sotto severe minacce e infatti se il loro capo non è nei dintorni tendono a godersi la libertà.
- Dr. Starline: è l'antagonista secondario della serie, è un ornitorinco, inizialmente alleato di Eggman. Nella sua prima apparizione, ha liberato Rough e Tumble per ripristinare il suo idolo e portava sempre con sé il Topazio Spettrale, una gemma poco nota in grado di aprire portali spazio-dimensionali. Dopo aver escogitato un piano elaborato per rimpiazzare Eggman, quest'ultimo lo sconfigge nel numero 50 e perde la testa, finendo ucciso dalle macerie della base.
- Rough e Tumble: due puzzole fratelli, sono spietati mercenari con il gusto di dominare e opprimere i deboli di turno. Più che antagonisti sono più dei bulli.
- Sei Nefasti: Zavok, il Maestro Zik, Zazz, Zomom, Zeena e Zor sono sei Zeti, perfidi mostri secolari in grado di controllare macchine e meccanismi grazie ai loro poteri telepatici, risultando quindi nemici non solo dei buoni, ma anche del Dr. Eggman e di Metal Sonic. Sono inoltre i principali abitanti dell'Esamondo Perduto, un piccolo pianeta nascosto nell'atmosfera. Compaiono per la prima volta in un flashback nel numero 20, dove viene confermato che sono accaduti gli eventi di Sonic Lost World.
- Clutch the Opossum: un opossum e pericoloso ex-boss del crimine intento a ricostruire il suo impero, ogni suo tentativo viene sventato dai protagonisti.
- Surge the Tenrec e Kitsunami the Fennec: antagonisti e antieroi della serie. Surge è una tenrecide verde chiaramente basata su Scourge the Hedgehog, mentre Kitsunami, alias "Kit", è un fennec azzurro basato sull'Anti-Tails. Il dottor Starline li ha catturati, ipnotizzati e trasformati in cyborg dando poteri elettrici a Surge per contrastare Sonic, mentre Kit ha ricevuto l'Hydro Pack, un jetpack ad acqua che gli conferisce i poteri di Tails. Dopo aver scoperto le proprie origini, hanno cominciato a nutrire odio verso Starline, che li ha tenuti comunque a bada.
- Mimic the Octopus: è un polpo mimetico in grado di assumere l'aspetto di chiunque abbia guardato anche una volta sola, arcinemico Tangle, aspirante attore ed ex-membro della squadra di mercenari Diamond Cutters. Eggman lo corruppe, ordinandogli di uccidere i suoi compagni. Scoprendo di non aver ucciso anche Whisper, l'ha affrontata diverse volte per poi venire catturato da Whisper e da Tangle. Rinchiuso alla prigione Everhold, viene fatto evadere da Starline e lavora temporaneamente con lui, poi per conto di Clutch al fine di contribuire alla rinascita del suo impero criminale, infiltrandosi nella Restaurazione. Quando questi viene catturato da Eggman, Mimic ingaggia un duello finale con Whisper; nel disperato tentativo di eliminarla, il polpo si pugnala il nucleo creatogli da Starline facendosi esplodere.
- Gang di Fang: è una banda di teppisti neutrali che compare nelle storie ambientate nel passato, composta da Fang the Hunter, una gerboa blu-viola, Bean the Dynamite, un picchio verde abile nel maneggiare esplosivi e Bark the Polar Bear, un silenzioso e muscoloso orso polare giallognolo. Vengono ingaggiati da Eggman per recuperare i Chaos Emerald senza successo e intrappolati in capsule per punizione, venendo però liberati da Amy.

## Edizione italiana
Il 14 dicembre 2023 Tunué ha annunciato che avrebbe pubblicato la serie dal 2 aprile 2024; Il "Volume 1" (chiamato Falloutǃ in lingua originale) è intitolato L'eco della guerra e contiene i primi quattro numeri della serie originale. Nel secondo, lo speciale 30º anniversario di Tails pubblicato come "Numero Zero", sono stati annunciati i titoli dei volumi 2, 3 e 4. Il secondo volume è uscito il 29 ottobre 2024, il terzo volume è uscito l'11 aprile 2025 e il quarto volume è al momento inedito.
| Numero      | Titolo                                                            | Autori    | Autori | Autori           | Data di Pubblicazione | Data di Pubblicazione |
| Numero      | Titolo                                                            | Testi     | Disegni | Traduzione       | Originale             | Italia                |
| ----------- | ----------------------------------------------------------------- | --------- | --- | ---------------- | --------------------- | --------------------- |
| Numero Zero | Speciale 30º anniversario Tails (Tails' 30th Anniversary Special) | Ian Flynn | Aaron Hammerstron (matite), Rik Mack (chine), Reggie Graham (colori) | Annalisa Zignani | 16 novembre 2022      | 9 aprile 2024         |
| Volume 1    | L'eco della guerra (Falloutǃ)                                     | Ian Flynn | - Parte 1: Tracy Yardley (matite), Jim Amash e Bob Smith (chine), Matt Herms (colori) - Parte 2: Adam Bryce Thomas (matite, chine e colori) - Parte 3: Jennifer Hernandez (matite e chine), Heather Breckel (colori) - Parte 4: Evan Stanley (matite e chine), Matt Herms (colori) | Annalisa Zignani | 18 settembre 2018     | 2 aprile 2024         |
| Volume 2    | Il destino del Dr. Eggman (The Fate of Dr. Eggman)                | Ian Flynn | - Parte 1: Tracy Yardley (matite), Jim Amash (chine), Matt Herms (colori) - Parte 2: Tracy Yardley (matite), Jim Amash (chine), Matt Herms (colori) - Parte 3: Adam Bryce Thomas (matite, chine e colori) - Parte 4: Evan Stanley (matite e chine), Matt Herms (colori)            | Annalisa Zignani | 19 febbraio 2019      | 29 ottobre 2024       |
| Volume 3    | La battaglia di Angel Island (Battle For Angel Island)            | Ian Flynn | Tracy Yardley e Evan Stanley (illustrazioni), Matt Herms (colori) | Annalisa Zignani | 23 luglio 2019        | 11 aprile 2025        |
| Volume 4    | Il contagio (Infection)                                           | Ian Flynn | | Annalisa Zignani | 3 settembre 2019      | Inedito               |

### Differenze ed errori
La traduzione italiana è caratterizzata dalla presenza di termini tradotti in maniera errata o riciclata.
- I nomi dei Chaos Emerald e del Master Emerald, rispettivamente "Smeraldi del Caos" e "Smeraldo Gigante" tornano dal doppiaggio italiano di Sonic X, mentre nei videogiochi sono immutati dall'inglese dal 2005; i Sol Emerald vengono invece chiamati "Smeradi del Sole".
- L'Esamondo Perduto (Lost Hex), il continente fluttuante introdotto in Sonic Lost World, viene impropriamente chiamato "Isola Hex".
- La Colonia Spaziale ARK (Sonic Adventure 2) viene chiamata "Arca".[34]
- Il Death Egg viene impropriamente chiamato "Egg Nera",[34] come parziale e diretto richiamo alla Morte Nera (Death Star) di Star Wars, essendo una parodia di quest'ultima.
- Il volume 3 accredita Jim Amash come colorista, in realtà sono opera di Matt Herms.

## Accoglienza
Joshua Davison di Bleeding Cool ha dato 6.5/10 al primo numero, apprezzando l'arte e la creatività della storia, criticando però il carattere di Sonic: "Sonic è un personaggio insofferente... È compiaciuto, fastidioso e radicale nel senso degli anni '90."
La recensione di Dustin Holland del primo numero della miniserie Imposter Syndrome su Comic Book Resources ha elogiato le personalità dei nuovi cattivi Surge the Tenrec e Kit the Fennec, la trama ricca di azione e le illustrazioni appropriatamente espressivi.
Nerdmovieproductions ha apprezzato l'edizione italiana, affermando che "portare finalmente le avventure cartacee del riccio blu è un ulteriore bersaglio centrato", criticando però la periodicità, ritenendo di "fare più male che bene alla storia, non dando il giusto ritmo alle avventure cartacee del riccio blu."

## Omaggi e citazioni
I fumetti contengono molteplici riferimenti alla serie videoludica e alla cultura pop.
- Il dr. Starline ha un carisma raffinato come quello del dottor Facilier nel film d'animazione Disney La principessa e il ranocchio, mentre Ian Flynn ed Evan Stanley, suoi creatori, hanno dichiarato che è ispirato al glitch "**********" di Knuckles' Chaotix come il dottor Finitevus dei fumetti Archie e il dottor Zachary in Sonic the Comic.
- Le sembianze di Belle ricordano molto Pinocchio, mentre il Dr. Starline le suggerisce anche che le bugie le faranno crescere il naso, paragonando allo stesso burattino di legno, nel numero 44.
- Surge è un riciclo del già noto Scourge the Hedgehog; entrambi infatti sono ispirati al glitch "Ashura" di Sonic the Hedgehog 2, dove il protagonista diventa verde. L'elettrocinesi di Surge invece viene dai film live action.
- La Gang di Fang, nota anche come Hooligans, ricicla il concetto già usato nei fumetti Archie.
- Nella miniserie Scrapnik Island vengono citati alcuni momenti della serie amatoriale Super Mario Bros. Z, mentre quando Mecha Sonic Mark II sta per lasciarsi fondere nella fornace del Death Egg è riferito alla scena dell'OAV Sonic the Hedgehog dove Hyper Metal Sonic si lascia fondere dal magma del vulcano.